# Cratere Dag (Callisto)
Dag è un cratere sulla superficie di Callisto.
Il cratere è dedicato alla divinità norrena Dagr, personificazione del giorno.